# Domiporta sigillata
Domiporta sigillata is een slakkensoort uit de familie van de Mitridae. De wetenschappelijke naam van de soort is voor het eerst geldig gepubliceerd in 1965 door Azuma.